# Hockey Club Košice
L'Hockey Club Košice è una squadra slovacca di hockey su ghiaccio che milita in Extraliga slovacca. È uno dei più prestigiosi club slovacchi ed è anche stato uno dei più importanti team della soppressa Extraliga cecoslovacca.
L'impianto di gioco è la Steel Aréna di Košice, che consta in una capacità di 8.378 spettatori.

## Storia
Il club è stato fondato nel 1962, la squadra era affiliata all'esercito e si chiamava allora TJ Dukla Košice. Dopo soli due anni dalla fondazione la squadra vinse due leghe regionali ed approdò così in massima serie, l'Extraliga.
Nel 1966 cambiò nome in TJ VSŽ Košice. Vent'anni dopo, nel 1986, il club vinse il suo primo titolo (battendo l'HC Dukla Jihlava in finale). Nel 1988 vinse il secondo titolo (sconfiggendo l'HC Sparta Praga). In quel periodo la squadra era tra le più forti d'Europa, essendo arrivata in finale di Coppa dei Campioni per due volte (1987 e 1989), sconfitta ambo le volte dalla leggendaria CSKA Mosca.
Dopo la divisione della Cecoslovacchia, avvenuta nel 1993, il team ha vinto sette titoli slovacchi.

Nel 1998 il club ha cambiato nuovamente nome assumendo l'attuale denominazione.

## Palmarès

### Competizioni nazionali
- Campionato cecoslovacco: 2

1986 e 1988
- Campionato slovacco: 10

1995, 1996, 1999, 2009, 2010, 2011, 2014, 2015, 2023, 2025

### Competizioni internazionali
- IIHF Continental Cup: 1

1998

## Hall of Fame
- Ladislav Troják
- Bedřich Brunclík
- Vincent Lukáč
- Igor Liba
- Jaromír Dragan
- Peter Bondra
- Ladislav Nagy
- Jiří Bicek
- Ľubomír Vaic
- Marek Svatoš
- Juraj Faith
- Rudolf Huna